# Joseph Banks Rhine
Joseph Banks Rhine (29 de septiembre de 1895-20 de febrero de 1980), comúnmente conocido como J. B. Rhine, fue un botánico estadounidense que estableció la parapsicología como una rama de la psicología.
Fundó el laboratorio de parapsicología de la Universidad de Duke, la Journal of Parapsychology (Revista de parapsicología), la Foundation for Research on the Nature of Man (Fundación para la investigación sobre la naturaleza del hombre) y la Parapsychological Association (Asociación parapsicológica).
Rhine escribió las obras Extrasensory Perception (Percepción extrasensorial) y Parapsychology: Frontier Science of the Mind (Parapsicología. Ciencia fronteriza de la mente).

## Legado
Rhine, junto con William McDougall, acuñó el término "parapsychology" ("parapsicología"), traduciendo un término alemán introducido por Max Dessoir. Se ha dicho que Rhine desarrolló, por sí solo, una metodología y conceptos para la parapsicología como una forma de psicología experimental; sin embargo, sus grandes contribuciones, algún trabajo anterior, tanto analítico como estadístico, se habían llevado a cabo en Europa, notablemente los trabajos experimentales de Oliver Lodge.
Rhine fundó instituciones necesarias para la continua profesionalización de la parapsicología en los Estados Unidos, incluyendo la formación de la Asociación Parapsicológica. Su organización estaba originalmente asociada a la Universidad de Duke pero ahora se encuentra separada.

## Críticas

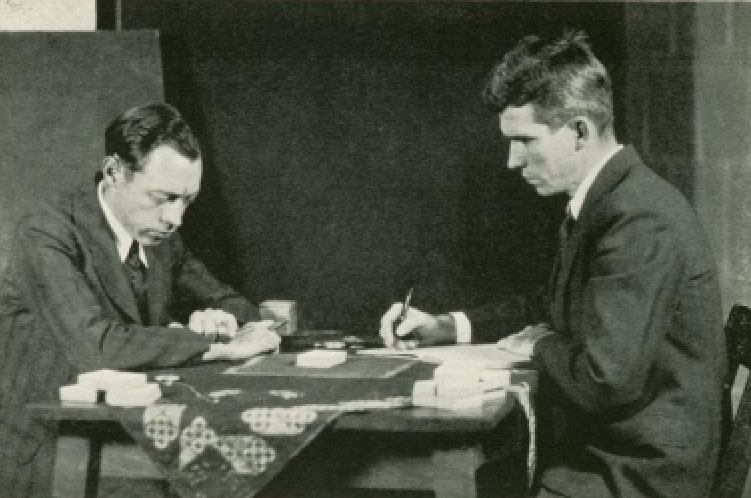
Hubert Pearce con Joseph Banks Rhine.

Según Martin Gardner, sus resultados nunca han sido duplicados. Gardner nunca descartó fenómenos paranormales, pero sintió que en algunos casos se "tentaba a Dios". Rhine repetidamente trató, pero con fracasos que nunca reportó.
Gardner criticó a Rhine por no revelar los nombres de asistentes que pilló haciendo trampa: 
Su monografía "Security Versus Deception in Parapsychology" publicado en su revista (vol. 38, 1974) prosigue 23 páginas. [...] Rhine selecciona doce casos muestra de experimentadores que llamaron su atención entre 1940 y 1950, cuatro de ellos pillados "in flagrante". Ni un solo nombre es mencionado. Uno se pregunta qué monografías publicaron.
James D. MacFarland y Walter Levy son dos asistentes cuya conducta tramposa se ha hecho pública. Gardner afirma tener información privilegiada que los archivos de Rhine contienen "material que sugiere conducta fraudulenta de parte de Hubert Pearce".

En 1983 su esposa Louisa Rhine escribió un libro titulado "Something Hidden" ("algo oculto"), en el cual afirma (Gardner 1988:240-43) que: 
Jim [James D. MacFarland] en realidad consistentemente falsificaba sus registros [...] Para producir aciertos extra Jim tuvo que recurrir a borraduras y transposiciones en sus registros de series de identificaciones.

## Obra
- Rhine, J. B. (1934). Extra-Sensory Perception. Boston, MA, US: Bruce Humphries.
- Rhine, J. B. (1937). New Frontiers of the Mind. New York, NY, US.
- Rhine, J. B., Pratt, J. G., Stuart, C. E., Smith, B. M., Greenwood, J. A. (1940). Extra-Sensory Perception After Sixty Years. New York, NY, US: Henry Holt.
- Rhine, J. B. (1947). The Reach of the Mind. New York, NY, US: William Sloane.
- Rhine, J. B. (1953). New World of the Mind. New York, NY, US: William Sloane.
- Rhine, J. B., & Pratt, J. G. (1957). Parapsychology: Frontier Science of the Mind. Springfield, IL, US Charles C. Thomas.
- Rhine, J. B., & Associates (Eds.). (1965). Parapsychology from Duke to FRNM. Durham, NC, US: Parapsychology Press.
- Rhine, J. B., & Brier, R. (Eds.). (1968). Parapsychology Today. New York, NY, US: Citadel.
- Rhine, J. B. (Ed.). (1971). Progress in Parapsychology. Durham, NC, US: Parapsychology Press.
- Rhine, J. B. (2021). Letters 1923-1939: ESP and the Foundations of Parapsychology. McFarland & Co Inc.